# Charles Perrow
Charles Perrow (Tacoma, 9 febbraio 1925 – Hamden, 12 novembre 2019) è stato un sociologo statunitense.

## Biografia
È stato professore di sociologia all'Università Yale; ha conseguito il dottorato di ricerca in Scienze Sociali a Berkeley e per molti anni ha compiuto ricerche e scritto riguardo a teorie organizzative.
Tra i suoi interessi principali vi erano lo sviluppo della burocrazia nel XIX secolo, i movimenti radicali degli anni sessanta, le teorie marxiste dell'industrializzazione e delle crisi contemporanee e gli incidenti e le responsabilità organizzative intrinseche e estrinseche degli accadimenti nefasti (è sua la teoria denominata Normal Accident Theory, in cui Perrow, in maniera pessimistica, spiega che spesso le organizzazioni che sviluppano processi critici come le centrali nucleari vanno incontro a rischi "strutturali" che non possono essere evitati dall'attenzione umana, dall'organizzazione responsabile e precisa nella gestione delle attività).
È stato un critico storico degli assunti di Barnard e della sua teoria dell'azione, ma riconosceva allo studioso la paternità della moderna teoria dell'organizzazione insieme a Max Weber.

## Opere
- Organizational Analysis: A Sociological View, 1970.
- Complex Organizations: A Criticial Essay, 1972.
- The Radical Attack on Business, 1972.
- Normal Accidents: Living With High Risk Technologies, 1984
- con Mauro F. Guillén, The AIDS Disaster: The Failure of Organizations in New York and the Nation, 1990.
- Organizing America: Wealth, Power and the Origins of American Capitalism, 2002.